# 小行星2258
小行星2258（2258 Viipuri）是一颗围绕太阳公转的小行星。1939年10月7日，爾約·維薩拉在图尔库发现了此天体。
該小行星以俄羅斯的城市維普里命名。
这颗小行星的绝对星等为174.5819092209691等。